# Dicranoloma macrodon
Dicranoloma macrodon là một loài Rêu trong họ Dicranaceae. Loài này được (Hook.) La Farge-England mô tả khoa học đầu tiên năm 2002.